# 桶頭山
桶頭山，又名天望崎山，位於台灣嘉義縣中埔鄉石硦村，近灣潭村交界處，峰頂海拔607公尺，原為2003年版台灣小百岳之一，但已於2006年被除名。該山峰地處石硦溪與崠腳溪的分水嶺上，立有山字森林三角點。該山區為中埔鄉造林地，稱為石硦林場，又稱天望崎自然教學園區，多種植台灣杉。